# ワイ (アリゾナ州)
ワイ（あるいはホワイ、英語: Why）は、アメリカ合衆国アリゾナ州ピマ郡にある非法人地域。トホノ・オオダム居留地の境界にほど近く、オルガン・パイプ・カクタス国定公園の北に位置する。隣町は南へ30マイル（48 km）の距離にあるメキシコとの国境の町ルークビル、北へ10マイル（16 km）の距離にあるアホである。人口は122人（2020年国勢調査）。
しばし珍しい地名として取り上げられる。由来は疑問詞の「Why」ではなくY字路の「Y」である。街にアリゾナ州道85号線とアリゾナ州道86号線のY字路があるためで、当時の州法で地名は3文字以上に規制されていたため Y ではなく Why と名付けた。なお由来になったY字路は後に安全上の理由から丁字路（T字路）に改修されている。
学区はアホ統一学区に属している。